# Glossaire de la gymnastique
 (juin 2019).
Si vous disposez d'ouvrages ou d'articles de référence ou si vous connaissez des sites web de qualité traitant du thème abordé ici, merci de compléter l'article en donnant les références utiles à sa vérifiabilité et en les liant à la section « Notes et références ».
Le glossaire de la gymnastique est une liste non exhaustive qui récapitule les termes et expressions employés dans toutes les disciplines que regroupe la gymnastique. Un ou une gymnaste qui présente et exécute pour la première fois en compétition un mouvement inédit de sa composition peut demander à la Fédération internationale de gymnastique (FIG) que ce mouvement soit désigné par son nom patronymique, c'est pourquoi la plupart des mouvements en gymnastique artistique sont dénommés par un nom de famille qui est transformé en nom commun dans cette liste et suivi de la description du mouvement. Dans ce cas seulement, le nom patronymique du (ou de la) gymnaste concerné(e) peut figurer dans cet article sous forme d'un lien qui renvoie vers sa page spécifique.
Cette liste peut être complétée par le vocabulaire de la danse classique, dont certains termes sont utilisés en gymnastique rythmique, en gymnastique artistique féminine et en gymnastique artistique masculine.
- Haut – A
- B
- C
- D
- E
- F
- G
- H
- I
- J
- K
- L
- M
- N
- O
- P
- Q
- R
- S
- T
- U
- V
- W
- X
- Y
- Z

## A
- Amplitude : hauteur d'exécution d'un mouvement. Elle peut désigner l'extension du corps (des jambes, des pointes, hauteur des mouvements) ou bien la hauteur des lancers des engins en gymnastique rythmique ;
- Anneaux : agrès de gymnastique artistique masculine constitué de deux anneaux en bois suspendus. C'est l'agrès nécessitant le plus de force ; le gymnaste y effectue des éléments en force mêlés de prises d'élan ;
- Agrès : un agrès est une structure sur laquelle les gymnastes effectuent un exercice adéquat aux qualités de chaque agrès. Il en existe quatre en gymnastique artistique féminine (le praticable de sol, la table de saut, la poutre et les barres asymétriques) et six en gymnastique artistique masculine (le praticable de sol, la table de saut, les anneaux, le cheval d'arçons, les barres parallèles et la barre fixe). Le trampoline est aussi considéré comme un agrès ;
- Appui tendu renversé (ATR) : un des éléments basiques de la gymnastique qui se réalise en appui sur les mains, le corps est droit et aligné, les bras et les jambes tendus et les mains espacées d'environ la largeur des épaules. (Basique parce qu'il permettra au gymnaste de se reconnaitre dans une rotation difficile, et, parce qu'il offre au gymnaste le contrôle d'ouverture des épaules chaque fois qu'il passe dans cette position, quel que soit l'agrès) ;
- Antépulsion : correspond à une circumduction du bras tendu qui part de la position anatomique (bras au corps) et se porte en avant. Elle peut se prolonger vers l'arrière du plan du corps en passant par le haut jusqu'au retour en position anatomique. Elle se produit par exemple lorsqu'on soulève une charge bras tendus devant soi en venant le long du corps ;
- Arabesque : mouvement dans lequel la gymnaste en appui sur une jambe, lève l'autre tendue à l'arrière, un bras vers l'avant prolongeant la ligne de la jambe levée.

## B
- Baitova : entrée de poutre ; deux cercles et un cercle Thomas ;
- Balabanov : à la barre fixe ou aux barres asymétriques c'est un salto avant tendu par-dessus la barre avant de la rattraper ;
- Ballon : le ballon est l'un des cinq engins utilisés en gymnastique rythmique ;
- Barani : il s'agit d'un salto avant avec une demi vrille ;
- Barres asymétriques : agrès de gymnastique artistique féminine constitué de deux barres : une barre inférieure et une barre supérieure. La gymnaste effectue des figures de voltige en passant d'une barre à l'autre. Les gymnastes féminines utilisent la barre haute comme une barre fixe, les deux barres étant suffisamment écartées l'une de l'autre ;
- Barre fixe : agrès de gymnastique artistique masculine constitué d'une barre de métal autour de laquelle le gymnaste effectue un exercice enchaînant des éléments d’élan, des rotations et des parties volantes ;
- Barres parallèles : agrès de gymnastique artistique masculine constitué de deux barres de bois sur lesquelles le gymnaste effectue des éléments d'équilibre, d'élan ou encore de voltige ;
- Basanes : chaussons de gymnastique ;
- Bascule : mouvement consistant à passer d'une position de suspension à l'agrès à une position d'appui ;
- Biles I : 
  - au sol, double saut périlleux arrière jambes tendues en ajoutant une demi-vrille,
  - au saut, Yurchenko avec un demi- tour sur la table de saut suivi de deux vrilles ;
- Biles II :
  - au sol, double salto arrière groupé avec une triple vrille,
  - à la poutre, sortie en double saut périlleux arrière avec deux vrilles[1],
  - au saut, Yurchenko double salto arrière carpé.

Ces cinq mouvements portent le nom de leur créatrice Simone Biles.

## C
- Cabriole :saut qui consiste à croiser les jambes dans le saut ;
- Carballo : élément de barre fixe inventé par Jesús Carballo. Après un élan carpé en avant, lâcher de barre jambes écartées avec une demi-vrille avant de la rattraper ;
- Cerceau : le cerceau est l'un des cinq engins utilisés en gymnastique rythmique ;
- Cercle : mouvement effectué principalement aux arçons, au sol et parfois aux barres parallèles et à la poutre. Le gymnaste effectue un tour avec ses jambes, corps gainé, en changeant alternativement d'appui d'un bras sur l'autre ;
- Cercle russe ;
- Cercle Thomas : cercles effectués jambes écartées réalisés pour la première fois par Kurt Thomas ;
- Champignon : agrès conçu pour l'apprentissage des éléments au cheval d'arçons ;
- Cheval d'arçons : le cheval d'arçons est l'un des six agrès de la gymnastique artistique masculine constitué d'un socle de matière synthétique où sont fixées deux poignées en bois vernies nommées arçons. Un exercice est constitué d'éléments d'équilibre que le gymnaste réalise en prenant appui de bras à bras sur les deux arçons ;
- Ciseau : au cheval d'arçons le ciseau consiste à passer une jambe de chaque côté du cheval en ayant les deux mains sur les poignées puis à inverser l'ordre des jambes après balancement. On parle aussi de ciseaux en chorégraphie, battements successifs des jambes tendues vers l'avant ou l'arrière ;
- Cobra : figure consistant à ramener son corps (au niveau du bassin) avec les bras en arrière (exercice pour le dos) ;
- Code de pointage : le code de pointage est le document officiel qui réglemente le système de notation afin d’assurer une cotation uniforme et objective des exercices. Il en existe un propre à chaque discipline gymnique ;
- Comaneci (salto) : nommé d'après la gymnaste roumaine Nadia Comăneci. De l'appui à la barre supérieure, la gymnaste se pousse à l'arrière, fait un salto avant jambes écartées et rattrape la même barre ;
- Corde : la corde est l'un des cinq engins utilisés en gymnastique rythmique ;
- Costal : salto latéral assimilable à une roue sans les mains ;
- Courbette : passage d'un mouvement courbe au mouvement courbe inverse ;
- Crevette : élément de souplesse en gymnastique rythmique durant lequel la gymnaste est en appui sur une partie de sa poitrine et de ses épaules, son dos étant cambré et ses jambes tendues au-dessus de sa tête. Elle prend généralement appui sur ses bras, positionnés au sol et alignés avec le corps ;
- Croix de fer : figure statique se réalisant aux anneaux, les bras à l'horizontale et perpendiculaires au tronc soutenant le reste du corps. On parle de croix de fer inversée lorsque le tronc est placé perpendiculairement au-dessus des bras ;
- Cubitale (prise) : prise de la barre avec paume des mains vers le haut mais en rotation inverse de la prise palmaire (radius et cubitus croisés).

## D
- Def : lâcher de la barre fixe pour faire une vrille et demie et rattraper cette même barre ;
- Deltchev : élancé en avant, salto arrière écarté avec une demi-vrille jusqu'à la suspension à la barre ;
- Demi-pointe : en appui sur les orteils en flexion, cheville en extension. Les demi-pointes désignent aussi les chaussons utilisés en gymnastique rythmique ;
- Diamidov : aux barres parallèles, après un élan vers l'avant le gymnaste effectue un tour complet sur un bras dans le même élan, et retombe en appui sur ses deux bras. L'élément a été nommé d'après le gymnaste Sergei Diomidov ;
- Dislocation : mouvement se réalisant souvent aux anneaux consistant en une rotation des épaules vers l'arrière ou vers l'avant ;
- Dorsale (prise) : prise de la barre avec la paume des mains vers le bas (inverse de la prise palmaire).

## E
- Échappement (sortie) : couramment appelée sortie échappe, après un balancé avant le gymnaste lâche la barre et réalise un salto arrière ;
- Endo : le endo est une figure s'effectuant à la barre fixe pour les hommes, et aux barres asymétriques pour les femmes. Il s'agit d'un grand tour avant (lune) sur la barre, jambes écartées et corps en fermeture complète ;
- Engin : un engin est, en gymnastique rythmique, l'accessoire manié par la gymnaste durant son enchaînement. Il en existe cinq : la corde, le cerceau, le ballon, les massues et le ruban ;
- Entrée : premier élément que le gymnaste effectue pour monter sur l'agrès. Les filles réalisent des entrées aux barres asymétriques et à la poutre, les garçons aux barres parallèles ;
- Eouzan : double saut périlleux arrière corps tendu, jambes en grand écart sur les deux tours, ou avec une vrille dans le second tour. Figures inventées et proposées par le tumbleur français Pascal Éouzan, lors des championnats du monde de tumbling en 1988, reprise dans sa forme sans vrille par Tatiana Gutsu, exercice au sol, lors des Jeux olympiques de Barcelone en 1992 ;
- Équerre : figure statique consistant à maintenir les membres inférieurs horizontaux par la force des muscles abdominaux, tandis que le tronc est vertical, en appui sur les mains, les jambes pouvant être écartées, ou serrées ;
- Équilibre : en gymnastique le mot équilibre peut désigner deux choses. En gymnastique rythmique, c'est une figure statique effectuée sur une demi-pointe ou un genoux, dont la forme est fixée et bien définie. En gymnastique artistique un équilibre est le terme couramment utilisé pour parler d'un appui tendu renversé (ATR).

## F
- Fermeture : action de rapprocher les jambes tendues du buste. On parle de fermeture complète lorsque les jambes sont complètement collées au buste ;
- Flip flap : rotation avant ou arrière en passant par l'appui des mains. Le flip arrière se fait après une rondade afin de prendre de la vitesse. Le flip avant se fait après une impulsion sèche des deux pieds, en passant aussi sur les mains ;
- FIG : abréviation de Fédération internationale de gymnastique ;
- Fosse de réception : équipement creusé dans le sol de certains gymnases, rempli ou recouvert d'une structure molle pour amortir les chutes.

## G
- GAF : abréviation de gymnastique artistique féminine ;
- GAM : abréviation de gymnastique artistique masculine ;
- Gaylord : salto avant par-dessus la barre pour ensuite la rattraper. Nommé après sa première présentation par le gymnaste Mitch Gaylord ;
- Gaylord II : Gienger tendu ;
- Gienger : figure de gymnastique artistique nommée d'après le gymnaste allemand Eberhard Gienger se réalisant à la barre fixe pour les hommes et aux barres asymétriques pour les femmes. Après un élancé vers l'avant, le gymnaste réalise un salto arrière carpé avec une demi-vrille pour se retrouver à la suspension ;
- GR : abréviation de gymnastique rythmique ;
- Grand écart : action d'écarter les jambes tendues d'avant en arrière ou de gauche à droite jusqu'à ce qu'elles touchent le sol sur toute leur longueur ;
- Groupé : position du corps en fermeture complète, jambes pliées ;
- Gymnaste : toute personne, homme ou femme, pratiquant la gymnastique quelle que soit la discipline (gymnastique artistique, gymnastique rythmique, gymnastique acrobatique, aérobic, trampoline).

## H
- Hayden : sortie consistant en un double salto arrière tendu avec une vrille par-dessus la barre ;
- Healy : mouvement aux barres parallèles où le gymnaste en appui tendu renversé sur les barres tombe en avant en lâchant un bras, effectue un demi-tour avec l'autre, reprend la barre et continue son élan ;
- Hirondelle : élément se réalisant aux anneaux ; c'est un appui facial entre les anneaux, corps et bras tendus à l'horizontale. On parle d'une hirondelle inversée lorsque le gymnaste regarde vers le haut.

## I
- Illusion : pirouette renversée.

## J
- Jaeger : mouvement à la barre fixe ou aux barres asymétriques qui consiste en une descente en lune, un lâcher de barre après le passage à la verticale suivi d'un salto avant, avant de rattraper la barre ;
- Juge de ligne : deux arbitres observent les possibles sorties de praticable lors de l'exercice au sol. Ils sont placés hors praticable et se font face dans la diagonale. Chaque juge observe les deux lignes de son côté ;
- Jury : ensemble de juges qui détermine selon le code de pointage la notation de l'exercice du gymnaste ;
- Justaucorps : maillot moulant à l'usage réglementé porté par tous les gymnastes quelle que soit leur discipline. Il permet de réaliser des mouvements amples et gracieux et de donner la possibilité aux juges d’évaluer la position correcte de toutes les différentes parties du corps.

## K
- Kabaeva : nom donné à un élément de souplesse en gymnastique rythmique, familiarisé par la gymnaste russe Alina Kabaeva. La gymnaste part d'une position à genoux et effectue une souplesse vers l'avant en appui sur ses coudes, en passant par l'écart ;
- Kinesthésie : sensations qui permettent d'avoir conscience de l'orientation de son corps sans repère visuel. Les sensations kinesthésiques sont particulièrement importantes dans les acrobaties où le regard est difficilement utilisable ;
- Kochetkova : mouvement de poutre. Flip arrière avec vrille complète avant la pose des mains ;
- Kolman : Kovacs avec une demi-vrille par-dessus la barre ;
- Korbut (flip) : mouvement de poutre appelé couramment flip poisson et nommé d'après Olga Korbut. Flip arrière jusqu'à la station à cheval sur la poutre ;
- Kovacs : à la barre fixe ou aux barres asymétriques, c'est un salto arrière par-dessus la barre.

## L
- Lâcher : en gymnastique artistique c'est l'action de lâcher la barre pour réaliser une figure aérienne avant de rattraper la barre ;
- Lancer : en gymnastique rythmique, action de jeter l'engin ;
- Lancer à boomerang : lancer de ruban. La gymnaste lance la baguette, saisit l'extrémité du ruban et tire dessus pour voir revenir vers elle la baguette tel un boomerang ;
- Léotard : justaucorps porté par les gymnastes masculins ;
- Li Li : élément de poutre inventé par la gymnaste chinoise Li Li, il s'agit d'une pirouette d'un tour et quart sur le dos avec l'angle tronc-jambes fermé ;
- Liukin : c'est Valeri Liukin qui donne son nom au triple salto arrière groupé au sol qu'il réalise pour la première fois en 1987 aux championnats d'Europe à Moscou. C'est aussi le nom d'un élément de barre fixe : un Tkatchev tendu avec une vrille complète ;
- Lune : au saut c'est un renversement avant ; à la barre fixe, aux barres parallèles, aux barres asymétriques, ou encore aux anneaux, c'est un grand tour avant.

## M
- Magnésie : poudre de couleur blanche utilisée comme anti-transpirant, appliquée sur les mains et les pieds afin d'éviter les brûlures et permettre une meilleure accroche à l'agrès ;
- Manique : protection en cuir utilisée aux barres et aux anneaux pour éviter les blessures aux mains ;
- Massues : les massues sont l'un des cinq engins utilisés en gymnastique rythmique ;
- Moulinet : petit cercle réalisé avec les massues, poignets collés ensemble.

## O
- Okino : triple pirouette sur la poutre réalisée pour la première fois par Betty Okino ;
- Onodi : flip arrière avec une demi-vrille durant l'envol suivi d'une souplesse avant. La figure se réalise au sol et à la poutre et doit son nom à la gymnaste hongroise Henrietta Ónodi qui le réalise en 1989. Cependant la première gymnaste à avoir réalisé le mouvement au début des années 1980 est la soviétique Olga Mostepanova ; il est possible que cette dernière n'ait jamais fait homologuer son mouvement par la FIG ;
- Ouverture : s'il n'y a pas d'autre précision on parle généralement de l'ouverture de hanches. Il s'agit de l'éloignement tronc jambes. Elle peut s'arrêter sur un blocage (dans le cas des bascules par exemple) ou se prolonger jusqu'à des positions dos creux (extension lombaire).

## P
- Pak (salto) : mouvement de transition de gymnastique artistique féminine se réalisant aux barres asymétriques. Le mouvement commence sur la barre supérieure, la gymnaste prend un élan et réalise un salto arrière tendu avant de rattraper la barre inférieure. L'élément a été nommé d'après la gymnaste Pak Gyong Sil ;
- Parade : action de parer, assurer le gymnaste lors de l'apprentissage d'un élément compliqué ;
- Passement filé : de l'appui tendu renversé sur la barre, effectuer une rotation arrière pour revenir à l'appui tendu renversé ;
- Pivot : un pivot est un tour effectué sur une jambe et sur demi-pointe ;
- Pivot espagnol : pivot qui consiste à faire tendre sa jambe en arrière et à tourner avec un bras tendu vers le haut et l'autre vers le bas ;
- Planche: figure isométrique où le corps va être maintenu parallèle au sol grâce aux mains ;
- Plinth : agrès en forme de coffre de hauteur modulable recouvert de rembourrage sur le dessus servant pour la préparation et l'entraînement des débutants au cheval d'arçons ou pour d'autres exercices ;
- Pont : élément de souplesse statique, en appui sur les mains et les pieds avec une extension répartie sur toute la colonne vertébrale, les épaules et les hanches, jambes et bras tendus ;
- Poutre : la poutre est l'un des quatre agrès de la gymnastique artistique féminine. La gymnaste y effectue des séries d'acrobaties mêlées à des éléments de chorégraphie ;
- Praticable : le praticable est une aire délimitée au sol sur laquelle les gymnastes effectuent leur exercice. Il est constitué d'un plancher souple recouvert d'une moquette. En gymnastique artistique la surface est de 12 mètres sur 12 mètres. Il comporte un plancher dynamique favorisant la puissance des sauts par percussion et amortissant les chutes ;
- Prise mixte : prise de la barre avec une main en prise dorsale et l'autre en prise palmaire ;
- Prise palmaire : prise de la barre avec la paume des mains vers le bas ;
- Produnova : Elena Produnova donne son nom à plusieurs éléments innovants et dynamiques ; au saut : une lune double salto avant.

## R
- Radivilov : mouvement de saut de cheval réalisé la première fois par Ihor Radivilov ; il consiste à faire une lune en posant ses mains sur la table de saut et se termine par un triple salto avant ;
- Retrait : mouvement se réalisant aux barres asymétriques. Après un élan arrière sur la barre supérieure, la gymnaste lâche cette dernière, passe au-dessus de la barre inférieure et la rattrape ;
- Rondade : mouvement terminant une roue par une percussion au sol très forte et qui permet de passer d'un élan vers l'avant à une réception arrière afin d'enchaîner un flip arrière ou d'effectuer une acrobatie difficile ;
- Roue : mouvement basique de gymnastique consistant en un déplacement par roue, au début. La pose des mains est légèrement décalée, Les membres inférieurs se rejoignent dans la phase descendante ;
- Roulade ;
  - Roulade poisson : roulade qui consiste à faire une roulade arrière et terminer en Cobra ;
- Ruban : le ruban est l'un des cinq engins utilisés en gymnastique rythmique ;
- Rétropulsion : correspond à une circumduction du bras tendu qui part de la position anatomique (bras au corps) et se porte en arrière. Dans la pratique gymnique, on la rencontre souvent dans le secteur angulaire antérieur du plan du corps, lorsque les bras redescendent du haut vers la position anatomique. Elle se produit par exemple lorsqu'on termine un mouvement de bascule aux barres ;
- Rulfova : mouvement de poutre. Flip arrière avec vrille complète jusqu'à la station à cheval sur la poutre.

## S
- Salto : mouvement acrobatique s'effectuant par une rotation transversale. Il peut être groupé, tendu ou carpé ;
- Saut : figure non acrobatique réalisée en l'air ayant un but esthétique et dont la forme est fixée et bien définie ;
  - Saut de biche : on parle de saut de biche lorsque la jambe avant est fléchie et la jambe arrière tendue ;
  - Saut boucle : on parle de saut à boucle lorsque le dos est cambré et la jambe arrière fléchie à hauteur de la tête (comme le saut de biche mais avec la jambe arrière fléchie (biche pied-tête)) ;
  - Saut carpé : un saut avec l'angle jambes-tronc en fermeture, jambes tendues ;
  - Saut de chat : durant son saut, le gymnaste monte successivement ses genoux repliés vers sa poitrine, en portant ses hanches vers l'extérieur du corps. À un moment donné, ses deux pieds doivent se retrouver en l'air, l'un au-dessus de l'autre ;
  - Saut cosaque : saut corps en fermeture, une jambe tendue, une jambe fléchie ;
  - Saut écart : le saut écart se définit par un grand écart effectué au milieu d'un saut. Il peut se réaliser en grand écart latéral comme en grand écart facial, avec ou sans élan ;
  - Saut groupé : saut corps en fermeture complète, jambes fléchies ;
  - Saut de mouton : le saut de mouton est un saut qui se réalise jambes arrières fléchies à hauteur de la tête, cambrure répartie sur tout le dos, les hanches et la nuque ;
  - Saut de poisson : saut corps tendu et bras aux oreilles vers l'avant ;
  - Saut sissone : d'un départ deux pieds, sauter en grand écart latéral avec la jambe arrière plus haute que la jambe avant et arriver sur un pied ;
  - Saut de cheval : le saut de cheval est un exercice de gymnastique artistique commun aux hommes et aux femmes qui consiste à sauter par-dessus une table de saut en effectuant un mouvement acrobatique ;
  - Saut de mains : saut par renversement avant avec un appel de pied. De la position debout, le gymnaste passe en appui sur ses mains puis termine sur ses pieds ;
  - Saut petits bonds : saut qui consiste à effectuer une série de petits bonds, avec les jambes tendues et à monter le plus haut possible ;
- Serpentin : en gymnastique rythmique, mouvement dessiné avec le ruban ressemblant à l'ondulation d'un serpent rampant ;
- Shaposhnikova : élément de transition de gymnastique artistique féminine se réalisant aux barres asymétriques. De la barre inférieure, la gymnaste effectue un tour d'appui en passant par l'ATR suivi d'un envol jusqu'à la suspension à la barre supérieure. La figure porte le nom de sa première réalisatrice, Natalia Chapochnikova ;
- Shushunova : saut écart sur place avec réception au sol en appui sur les mains. La figure porte le nom de sa première réalisatrice, Yelena Shushunova ;
- Sokol : pantalon moulant porté en gymnastique artistique masculine. Il est utilisé sur quatre des six agrès : les anneaux, la barre fixe, les barres parallèles et le cheval d'arçons ;
- Sol : le sol est l'une des deux épreuves communes à la gymnastique artistique féminine et à la gymnastique artistique masculine qui est réalisée une surface délimitée de 12 mètres sur 12 mètres nommée praticable sur laquelle le ou la gymnaste réalise des séries acrobatiques combinées d'une chorégraphie comprenant des éléments esthétiques de souplesse et de force ;
- Soleil : grand tour arrière, pouvant être réalisé aux barres ou aux anneaux ;
- Souplesse : renversement vers l'avant ou l'arrière pour se retrouver debout après le passage en pont ;
- Stalder : le stalder est une figure s'effectuant à la barre fixe pour les hommes, et aux barres asymétriques pour les femmes. Il s'agit d'un grand tour arrière (soleil) sur la barre, jambes écartées et corps en fermeture complète. Son inventeur et premier utilisateur est le gymnaste suisse Josef Stalder ;
- Sortie : quitter l'agrès à la fin de l'enchaînement ; elle est souvent réalisée avec un élément difficile pour être le plus spectaculaire possible ;
- Spadassin : en gymnastique rythmique, c'est le passage d'un bras dans le dessin du ruban ;
- Spirale : en gymnastique rythmique, les spirales sont les boucles successivement dessinées avec le ruban ;
- Sursaut : sorte de pas chassé que l'on effectue afin de placer la jambe d'appel en avant. Dans le même temps, on lance les bras vers l'avant pour donner encore plus d'élan et de vitesse.

## T
- Tempo : salto arrière tendu se définissant par deux courbettes et ressemblant à un flip arrière sans les mains permettant ainsi d'augmenter sa vitesse de rotation arrière ;
- Thomas : mouvement de GAM principalement pouvant s'effectuer au cheval d'arçons, au sol, à la poutre ainsi qu'aux barres parallèles. Il s'agit d'un cercle jambes écartées ;
- Tkatchev : élément de voltige s'effectuant à la barre fixe ou aux barres asymétriques. Après un élan en avant, d'un sauté dorsal jambe écarté, le gymnaste se rattrape à la suspension. L'élément est nommé d'après le nom de son premier utilisateur, Alexander Tkatchev ;
- Tour d'appui : tour effectué en appui autour de la barre, en avant ou en arrière, corps tendu ;
- Tour plongé : le gymnaste monte sa jambe libre en position de grand écart, abaisse son buste par devant ou derrière sur sa jambe d'appui, il effectue un pivot d'un demi-tour ou d'un tour complet puis rabaisse sa jambe libre tout en remontant son buste. La jambe libre donne l'illusion d'un cercle ;
- Tousek (flip) : flip arrière jambes décalées sur le plan latéral de la poutre ;
- Tremplin : structure utilisée en gymnastique artistique comportant une planche souple et inclinée montée sur des ressorts, sur laquelle les gymnastes bondissent pour s'élancer et faire des sauts ;
- Tsukahara : figure de gymnastique artistique qui s'effectue généralement au saut de cheval. Son inventeur et son premier utilisateur en 1972, est le gymnaste Mitsuo Tsukahara qui lui a donné son nom. Il s'agit d'un saut par renversement avec une demi-vrille dans le premier envol, suivie d'un salto arrière ;
- Twist : figure acrobatique consistant en un demi-tour suivi d'un salto avant. À ne pas confondre avec le mot anglais twist, qui signifie vrille.

## V
- Valse : pendant un appui tendu renversé, le gymnaste passe en équilibre alternativement d'un bras sur l'autre pour effectuer un tour complet dans l'axe longitudinal de son corps ;
- Vrille : figure qui consiste en une combinaison d'un salto et d'une rotation complète autour de l'axe longitudinal du corps[2] ;
- Valdez : souplesse arrière , départ assis.

## W
- Weiler : de l'ATR sur la barre, tour d'appui avant jusqu'à l'ATR de nouveau.

## Y
- Yamawaki : élément de gymnastique artistique un Yamawaki qui désigne deux mouvements distincts. Aux anneaux c'est un double tour d'appui groupé pour se retrouver à la suspension ; à la barre fixe c'est un « Markelov » avec les jambes serrées. Il a été nommé d'après Kyoji Yamawaki (en) ;
- Yang Bo : en gymnastique artistique, le Yang Bo (du nom de la gymnaste chinoise Yang Bo) est un saut nécessitant une grande souplesse. Il se réalise en grand écart antéro-postérieur avec le buste cambré au maximum et couché sur la jambe arrière ;
- Yurchenko : le Yurchenko est un élément de gymnastique artistique qui s'effectue au saut de cheval. Il a été présenté pour la première fois par Natalia Yurchenko, la gymnaste qui lui a donné son nom. Le gymnaste effectue une rondade sur le tremplin, suivie d'un flip arrière avec une pause des mains sur la table de saut puis termine par un salto arrière.

## Z
- Zamolodchikova : entrée de poutre. Rondade, flip arrière avec vrille complète, pose des mains sur la poutre, suivie d'un tour d'appui arrière.

## Galerie

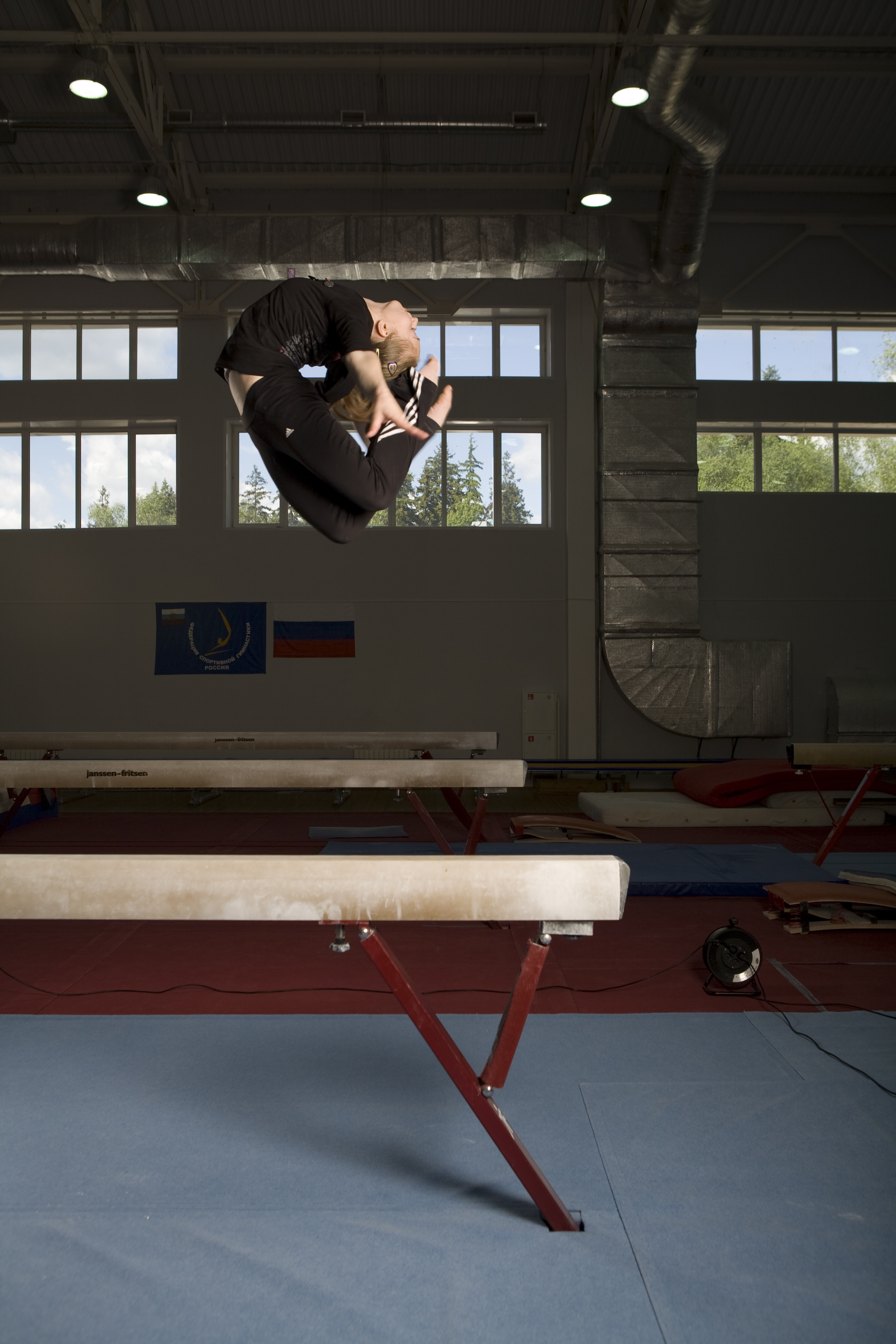
Saut de mouton sur poutre.
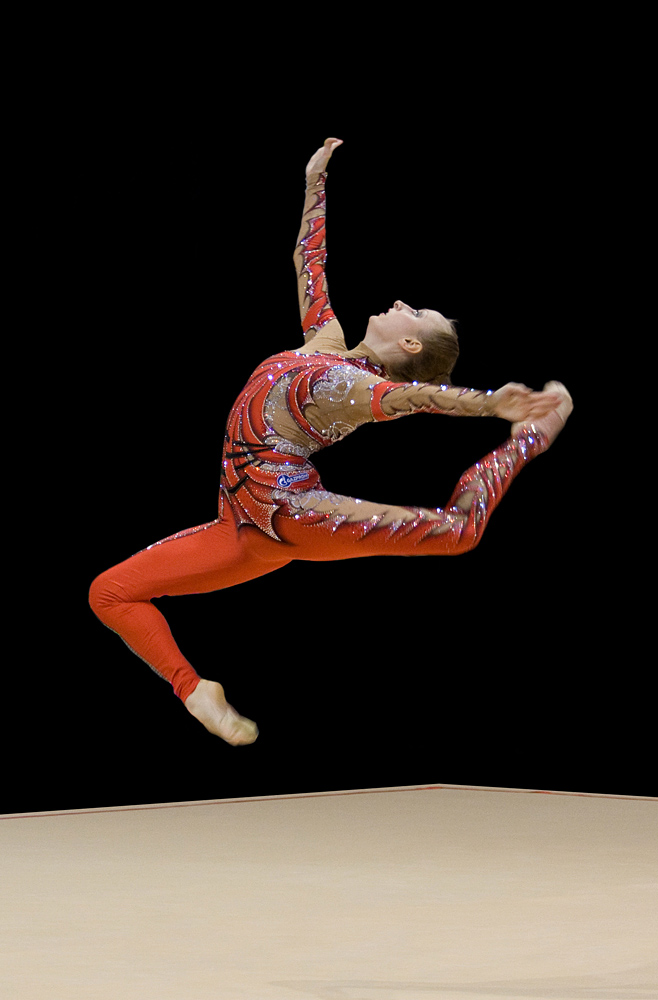
Saut de biche à boucle.
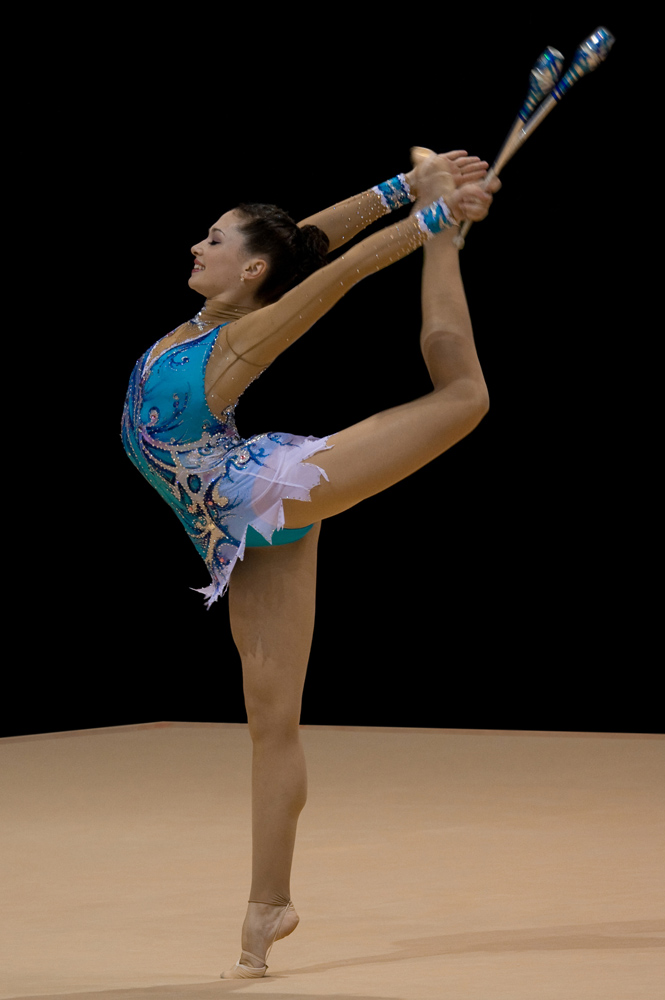
Équilibre en gymnastique rythmique.
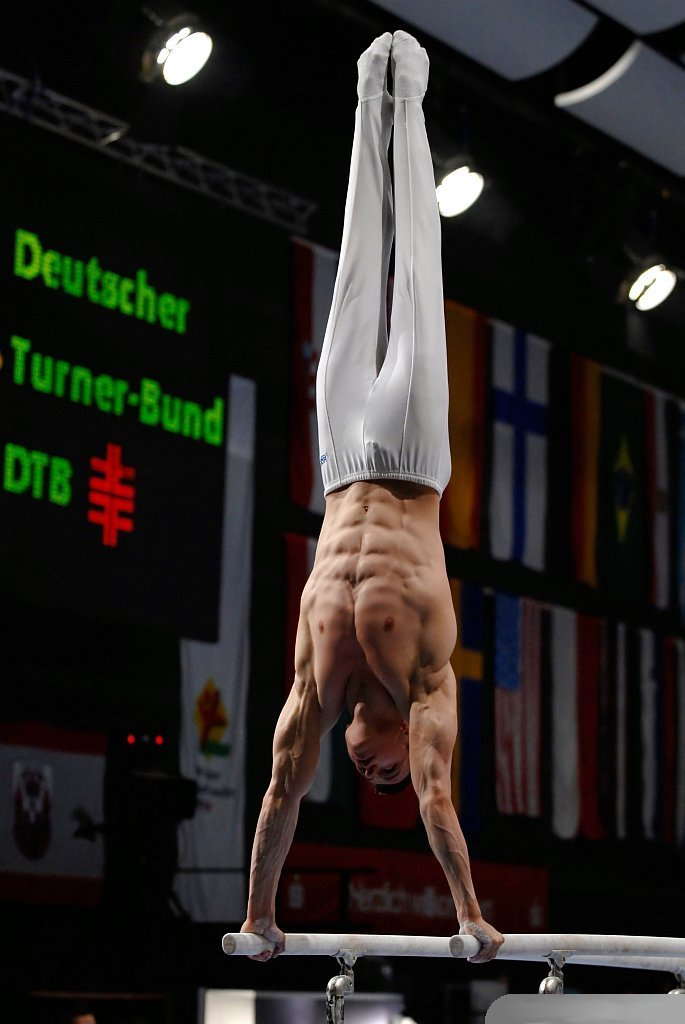
Équilibre sur les barres parallèles.
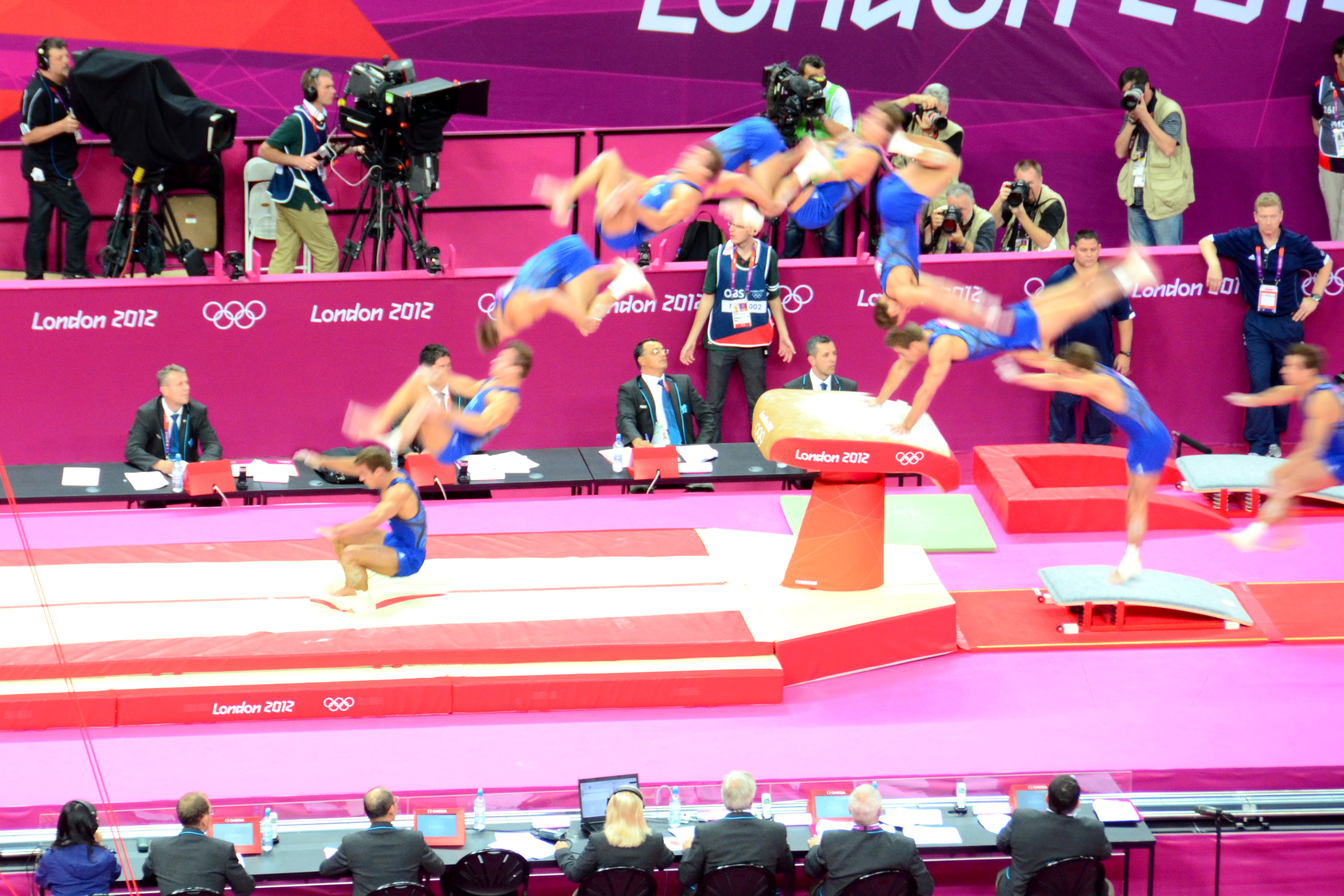
Décomposition d'une lune double avant au saut de cheval.
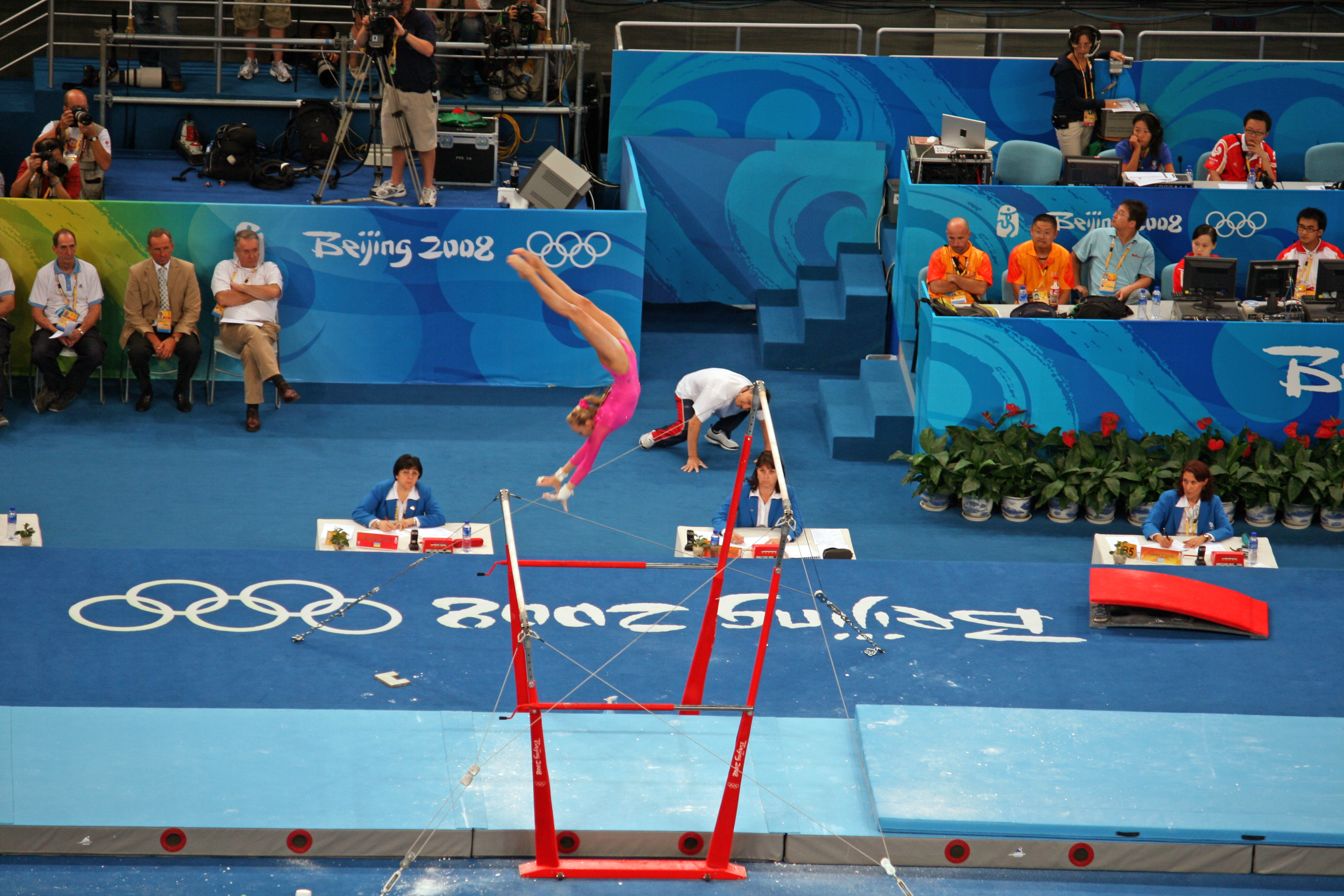
Salto Pak.
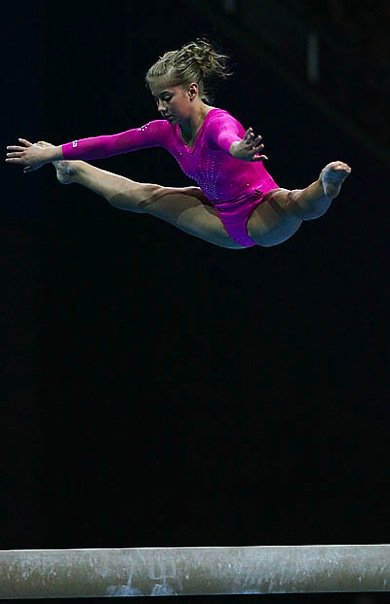
Saut carpé écarté sur poutre.
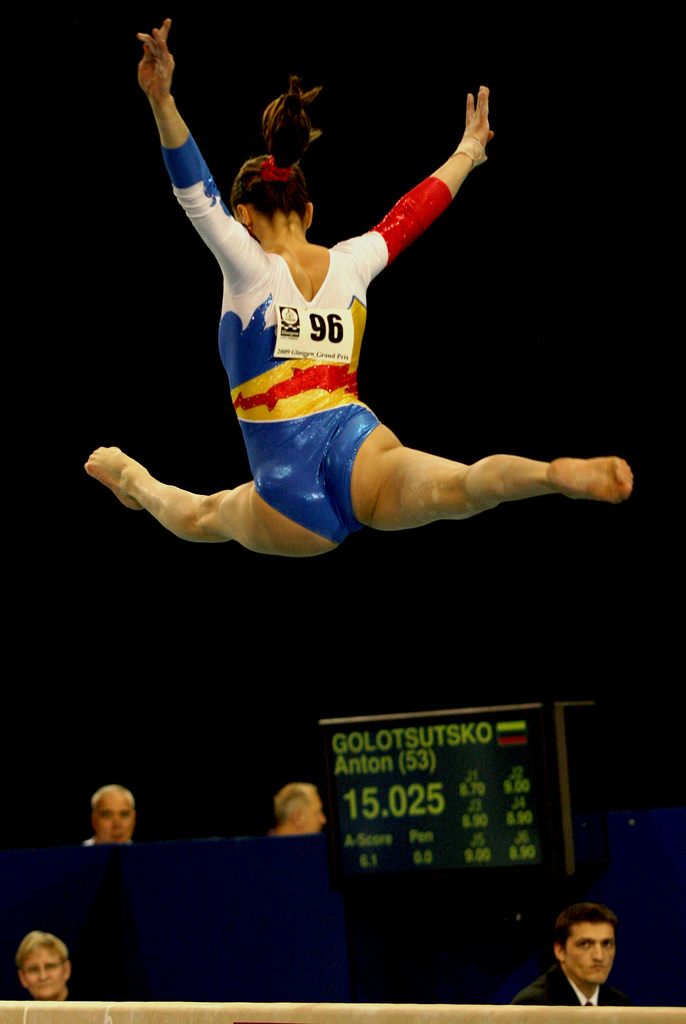
Saut écart sur poutre.
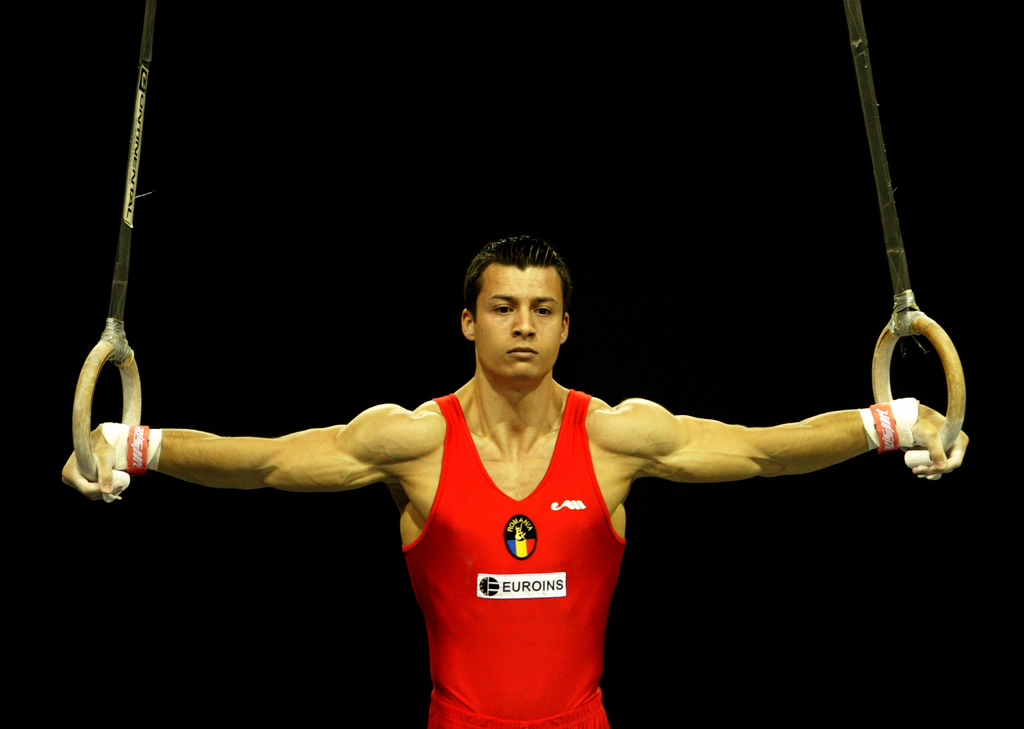
Croix de fer aux anneaux.
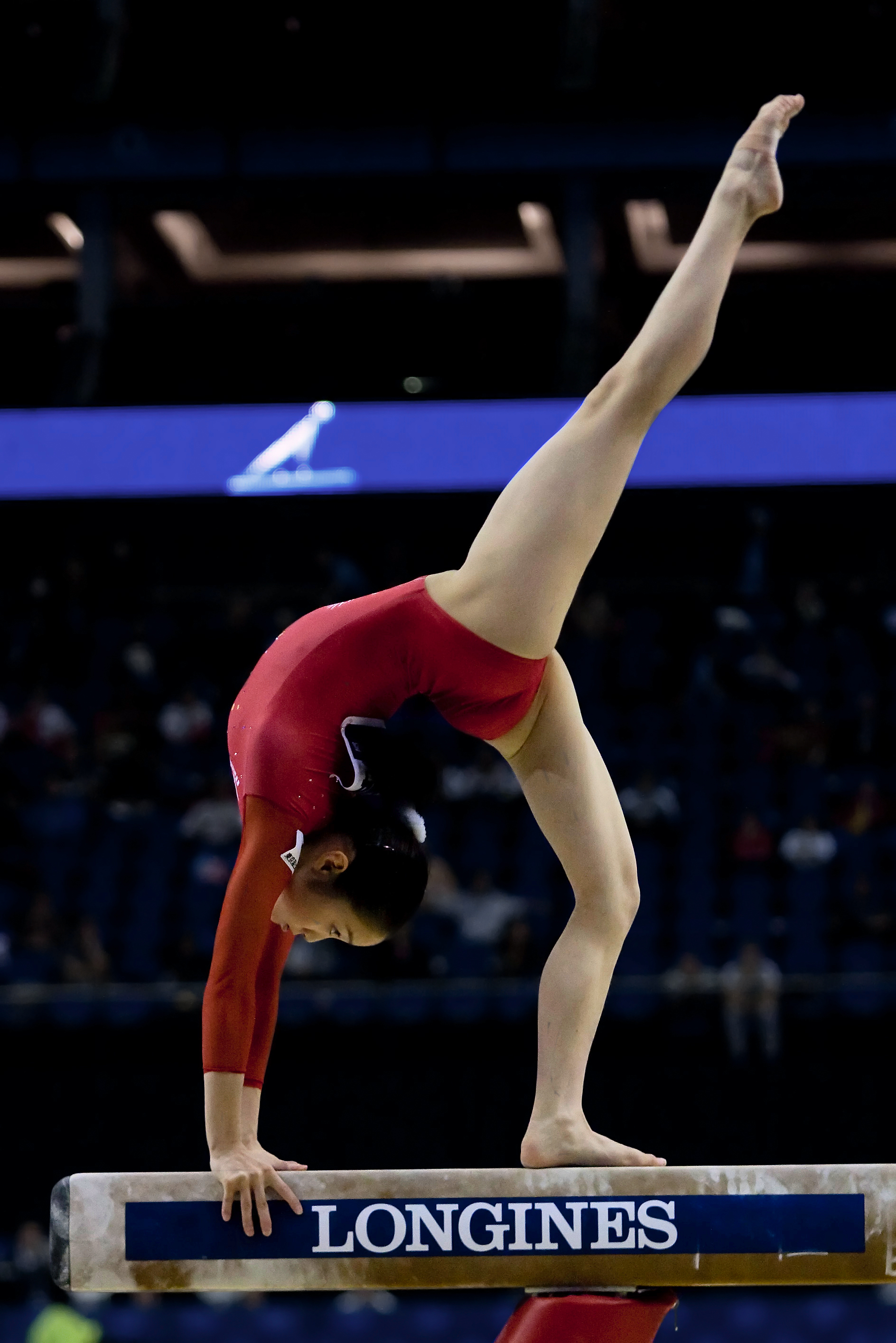
Passage en pont durant une souplesse avant.
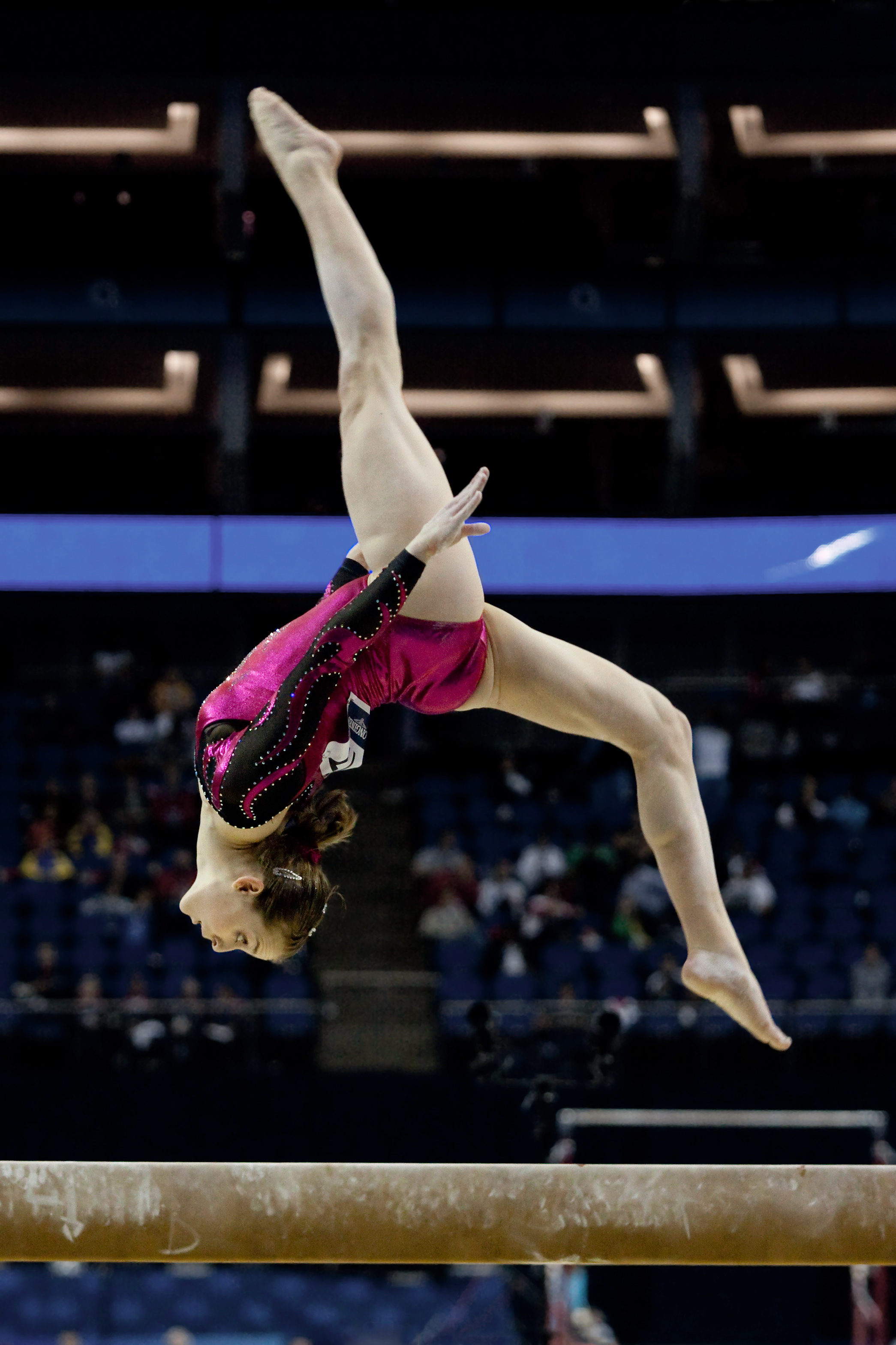
Salto facial sur poutre.